# سارة خاتون
سارة خاتون هي ابنة والي بغداد سليمان باشا الكبير وأمها هي نابي خاتون، وكان للوالي سليمان باشا الكبير زوجتان الأولى منورة خاتون، والثانية نابي خاتون، ولقد تزوج أبنته سارة خاتون الوالي سليمان باشا الصغير، وعقد لها قاضي بغداد الحاج أحمد أفندي مفتي زادة على مهر قدره 400 ليرة ذهب وثلاث جواري، وذلك في شهر رمضان من عام 1223هـ /1808م، ثم قتل سليمان باشا فتزوجها من بعده محمد أغا بن عبد الله مهردار داود باشا وذلك في 13 رجب 1239هـ.

## وفاتها
توفيت سارة خاتون في بغداد سنة 1252هـ/ 1836م، ودفنت في غرفة خاصة بين مبنى الجامع ومبنى كلية الإمام الأعظم في مقبرة الخيزران، ثم أزيلت الحجرة عند تعمير مبنى الكلية وتوسيعها.